# Мардан
Мардан (урд. مردان) је град у Пакистану у покрајини Хајбер-Пахтунва. Према процени из 2006. у граду је живело 308.318 становника.

## Становништво
Према процени, у граду је 2006. живело 308.318 становника.
| 1981.   | 1998.   | 2006.   |
| ------- | ------- | ------- |
| 147.977 | 244.511 | 308.318 |